# Lista monumentelor ocrotite de stat din raionul Orhei
Lista monumentelor din raionul Orhei cuprinde monumentele patrimoniului cultural din raionul Orhei înscrise în Registrul monumentelor Republicii Moldova ocrotite de stat.
Registrul monumentelor Republicii Moldova ocrotite de stat a fost aprobat prin Hotărârea Parlamentului nr. 1531-XII împreună cu Legea nr. 1530-XII privind ocrotirea monumentelor RM din 22 iunie 1993. În Monitorul Oficial nr. 1 din 1994 a fost publicată doar Legea, fără a include însă și Registrul, care a fost publicat mult mai târziu, la 2 februarie 2010. A nu se confunda cu Registrul arheologic național sau cel al monumentelor de for public, care sunt liste diferite ce vizează doar anumite compartimente ale patrimoniului cultural, întocmite în baza unor legi separate.
Lista completă este menținută și actualizată periodic de către Ministerul Culturii din Republica Moldova, dar înainte ca modificările să intre în vigoare acestea trebuie să fie aprobate de către Parlament. Această listă este menită să cuprindă și actualizările ulterioare.
| Nr.  | Localizare                                                                                      | Denumire | Datare                         | Tip      | Însemnătate | Imagine                 | Erori             |
| ---- | ----------------------------------------------------------------------------------------------- | --- | ------------------------------ | -------- | ----------- | ----------------------- | ----------------- |
| 950  | Orhei str. Vasile Lupu, 26 47°22′32″N 28°49′24″E / 47.375458257248°N 28.823235763652°E          | Biserica armeano-gregoriană „Sf. Născătoare de Dumnezeu”                                                                      | 1902-1903                      | At       | N           | galerie \| Încarcă foto | Raportează eroare |
| 951  | Orhei 47°22′50″N 28°49′24″E / 47.380514°N 28.823232°E                                           | Biserica de rit vechi ortodox rus „Icoana Maicii Domnului din Kazan”                                                          | mijl. sec. XIX                 | At       | N           | galerie \| Încarcă foto | Raportează eroare |
| 952  | Orhei 47°22′28″N 28°49′22″E / 47.37452557167°N 28.822737070167°E                                | Biserica „Sf. Nicolae” | mijl. sec. XIX                 | At       | N           | galerie \| Încarcă foto | Raportează eroare |
| 953  | Orhei str. Vasile Mahu, 117 47°22′27″N 28°49′26″E / 47.374064°N 28.823894°E                     | Biserica romano-catolică „Sf. Maria” cu îngrădire ornamentală                                                                 | 1914                           | At       | N           | galerie \| Încarcă foto | Raportează eroare |
| 954  | Orhei str. Chișinăului, 3                                                                       | Casă de locuit | anii 1930                      | At       | N           | galerie \| Încarcă foto | Raportează eroare |
| 955  | Orhei str. Vasile Lupu, 51 și 53 47°22′50″N 28°49′29″E / 47.380573268161°N 28.824705836293°E    | Casă de locuit | sf. sec. XIX                   | At       | N           | galerie \| Încarcă foto | Raportează eroare |
| 956  | Orhei str. Vasile Lupu, 105 47°23′03″N 28°49′30″E / 47.384265336852°N 28.825066141806°E         | Casă de locuit | sf. sec. XIX                   | At       | N           | galerie \| Încarcă foto | Raportează eroare |
| 957  | Orhei str. Vasile Lupu, 117 47°23′09″N 28°49′29″E / 47.385899521527°N 28.824731989994°E         | Casă de locuit | sf. sec. XIX                   | At       | N           | galerie \| Încarcă foto | Raportează eroare |
| 958  | Orhei str. Vasile Lupu, 119 47°23′10″N 28°49′29″E / 47.386040649133°N 28.8246408041°E           | Casă de locuit | sf. sec. XIX                   | At       | N           | galerie \| Încarcă foto | Raportează eroare |
| 959  | Orhei str. Vasile Lupu, 121 47°23′10″N 28°49′29″E / 47.386159960463°N 28.82461381012°E          | Casă de locuit | sf. sec. XIX                   | At       | N           | galerie \| Încarcă foto | Raportează eroare |
| 960  | Orhei str. Vasile Lupu, 123                                                                     | Casă de locuit cu îngrădire ornamentală                                                                                       | sf. sec. XIX                   | At       | N           | Încarcă foto            | Raportează eroare |
| 961  | Orhei str. Vasile Mahu, 101 47°22′20″N 28°49′21″E / 47.372259513272°N 28.822611411707°E         | Casă de locuit | sf. sec. XIX                   | At       | N           | galerie \| Încarcă foto | Raportează eroare |
| 962  | Orhei str. Vasile Mahu, 105 47°22′21″N 28°49′23″E / 47.372521030363°N 28.82296805318°E          | Casă de locuit | sf. sec. XIX                   | At       | N           | galerie \| Încarcă foto | Raportează eroare |
| 963  | Orhei str. Vasile Mahu, 106 47°22′14″N 28°49′19″E / 47.370490213819°N 28.822073288205°E         | Casă de locuit | 1896                           | At       | N           | galerie \| Încarcă foto | Raportează eroare |
| 964  | Orhei str. Vasile Mahu, 107 47°22′22″N 28°49′24″E / 47.372817991573°N 28.823253315166°E         | Casă de locuit | înc. sec. XX                   | At       | N           | galerie \| Încarcă foto | Raportează eroare |
| 965  | Orhei str. Vasile Mahu, 109 47°22′23″N 28°49′25″E / 47.373179447331°N 28.823489436417°E         | Casă de locuit | anii 1930                      | At       | N           | galerie \| Încarcă foto | Raportează eroare |
| 966  | Orhei str. Vasile Mahu, 111 47°22′24″N 28°49′25″E / 47.373291048378°N 28.823634552602°E         | Casă de locuit cu prăvălie | înc. sec. XX                   | At       | N           | galerie \| Încarcă foto | Raportează eroare |
| 967  | Orhei str. Vasile Mahu, 113 47°22′25″N 28°49′26″E / 47.373522578168°N 28.823828860741°E         | Casă de locuit | sf. sec. XIX                   | At       | N           | galerie \| Încarcă foto | Raportează eroare |
| 968  | Orhei str. Vasile Mahu, 115 47°22′26″N 28°49′26″E / 47.373792417346°N 28.82397151733°E          | Casă de locuit | sf. sec. XIX                   | At       | N           | galerie \| Încarcă foto | Raportează eroare |
| 969  | Orhei str. Vasile Mahu, 119 47°22′28″N 28°49′27″E / 47.374347378695°N 28.824256298713°E         | Casă de locuit | sf. sec. XIX                   | At       | N           | galerie \| Încarcă foto | Raportează eroare |
| 970  | Orhei str. Vasile Mahu, 121 47°22′29″N 28°49′28″E / 47.374640980429°N 28.824317614726°E         | Casă de locuit | înc. sec. XX                   | At       | N           | Încarcă foto            | Raportează eroare |
| 971  | Orhei str. Vasile Mahu, 161                                                                     | Casă de locuit | sf. sec. XIX                   | At       | N           | Încarcă foto            | Raportează eroare |
| 972  | Orhei str. Vasile Mahu, 131 47°22′32″N 28°49′30″E / 47.375573639325°N 28.824878016195°E         | Casă de locuit | înc. sec. XX                   | At       | N           | galerie \| Încarcă foto | Raportează eroare |
| 973  | Orhei str. Vasile Mahu, 139                                                                     | Casă de locuit | sf. sec. XIX                   | At       | N           | Încarcă foto            | Raportează eroare |
| 974  | Orhei str. Vasile Mahu, 143 47°22′37″N 28°49′32″E / 47.377024338338°N 28.825532288537°E         | Casă de locuit | înc. sec. XX                   | At       | N           | galerie \| Încarcă foto | Raportează eroare |
| 975  | Orhei str. Vasile Mahu, 173                                                                     | Casă de locuit | înc. sec. XX                   | At       | N           | Încarcă foto            | Raportează eroare |
| 976  | Orhei str. Vasile Mahu, 193                                                                     | Casă de locuit | sf. sec. XIX                   | At       | N           | Încarcă foto            | Raportează eroare |
| 977  | Orhei str. Vasile Mahu, 160                                                                     | Casă de locuit | sf. sec. XIX                   | At       | N           | Încarcă foto            | Raportează eroare |
| 978  | Orhei str. Vasile Mahu, 164                                                                     | Casă de locuit | sf. sec. XIX                   | At       | N           | Încarcă foto            | Raportează eroare |
| 979  | Orhei str. Vasile Mahu, 168                                                                     | Casă de locuit | sf. sec. XIX                   | At       | N           | Încarcă foto            | Raportează eroare |
| 980  | Orhei str. Constantin Negruzzi, 25 47°22′50″N 28°49′26″E / 47.380555431245°N 28.823892384987°E  | Casă de locuit | anii 1930                      | At       | N           | galerie \| Încarcă foto | Raportează eroare |
| 981  | Orhei str. Constantin Negruzzi, 27 47°22′50″N 28°49′26″E / 47.380668361521°N 28.823866262966°E  | Casă de locuit | anii 1930                      | At       | N           | galerie \| Încarcă foto | Raportează eroare |
| 982  | Orhei str. Renașterii Naționale, 19 47°22′32″N 28°49′26″E / 47.375549018652°N 28.823775219072°E | Casă de locuit cu îngrădire ornamentală                                                                                       | înc. sec. XX                   | At       | N           | galerie \| Încarcă foto | Raportează eroare |
| 983  | Orhei str. Renașterii Naționale, 20 47°22′38″N 28°49′30″E / 47.377134659548°N 28.825039451654°E | Casă de locuit | anii 1930                      | At       | N           | galerie \| Încarcă foto | Raportează eroare |
| 984  | Orhei str. Renașterii Naționale, 23 47°22′34″N 28°49′27″E / 47.376000742818°N 28.824166271713°E | Casă de locuit cu poartă ornamentală                                                                                          | 1929                           | At       | N           | galerie \| Încarcă foto | Raportează eroare |
| 985  | Orhei str. Renașterii Naționale, 24 47°22′40″N 28°49′31″E / 47.377743548191°N 28.825311291072°E | Casă de locuit cu prăvălie | înc. sec. XX                   | At       | N           | galerie \| Încarcă foto | Raportează eroare |
| 986  | Orhei str. Renașterii Naționale, 25 47°22′34″N 28°49′27″E / 47.376144146066°N 28.824253275647°E | Casă de locuit | înc. sec. XX                   | At       | N           | galerie \| Încarcă foto | Raportează eroare |
| 987  | Orhei str. Renașterii Naționale, 31 47°22′39″N 28°49′29″E / 47.377435658272°N 28.824683271397°E | Casă de locuit | anii 1930                      | At       | N           | galerie \| Încarcă foto | Raportează eroare |
| 988  | Orhei str. Renașterii Naționale, 33 47°22′40″N 28°49′29″E / 47.377690106259°N 28.824835984754°E | Casă de locuit | înc. sec. XX                   | At       | N           | Încarcă foto            | Raportează eroare |
| 989  | Orhei str. Chișinăului, 6 47°22′15″N 28°49′05″E / 47.3708°N 28.8181°E                           | Catedrala „Sf. Dumitru” | 1632-1635                      | At       | N           | galerie \| Încarcă foto | Raportează eroare |
| 990  | Orhei                                                                                           | Pietre funerare (9). La cimitirul ortodox urban                                                                               | sec. XIX – înc. sec. XX        | Ar       | N           | galerie \| Încarcă foto | Raportează eroare |
| 991  | Orhei 47°23′04″N 28°49′22″E / 47.384459322724°N 28.822731048726°E                               | Monument funerar al familiei Comarovski-Tulcinski. La cimitirul ortodox urban                                                 | anii 1930                      | Ar       | N           | galerie \| Încarcă foto | Raportează eroare |
| 992  | Orhei 47°23′04″N 28°49′23″E / 47.384444388253°N 28.823115757043°E                               | Monument funerar poetului Iurie Barjanschi (1922-1986). La cimitirul ortodox urban                                            |                                | Is       | N           | galerie \| Încarcă foto | Raportează eroare |
| 993  | Orhei                                                                                           | Monument funerar profesorului D. E. Șimașeevschi (1892-1939). La cimitirul ortodox urban                                      |                                | Is Ar    | N           | Încarcă foto            | Raportează eroare |
| 994  | Orhei 47°23′05″N 28°49′23″E / 47.384632089494°N 28.823019466457°E                               | Monument funerar în memoria participanților la prima conflagrație mondială (1914-1918). La cimitirul ortodox urban            |                                | Ar       | N           | galerie \| Încarcă foto | Raportează eroare |
| 995  | Orhei str. Vasile Mahu, 127 47°22′30″N 28°49′28″E / 47.375109078882°N 28.824575589757°E         | Clădirea băncii urbane cu locuința directorului                                                                               | înc. sec. XX                   | At       | N           | galerie \| Încarcă foto | Raportează eroare |
| 996  | Orhei str. Renașterii Naționale, 12 47°22′33″N 28°49′28″E / 47.375720897399°N 28.824433425374°E | Clădirea fostei bănci de depuneri și consignațiuni                                                                            | jum. II a sec. XIX             | At       | N           | galerie \| Încarcă foto | Raportează eroare |
| 997  | Orhei str. Vasile Mahu, 152 47°22′30″N 28°49′30″E / 47.374899080215°N 28.825006116657°E         | Clădirea restaurantului | 1914                           | At       | N           | galerie \| Încarcă foto | Raportează eroare |
| 998  | Orhei str. I. Creangă, 3 47°22′39″N 28°49′38″E / 47.377442048729°N 28.827224574004°E            | Clădirea fostei Societăți Naționale a Crucii Roșii. Filiala Orhei (clădirea fostei băi urbane)                                | anii 1930                      | At       | N           | galerie \| Încarcă foto | Raportează eroare |
| 999  | Orhei str. Vasile Mahu, 154, 156 47°22′32″N 28°49′31″E / 47.375605890019°N 28.825372207539°E    | Complexul fostei conduceri a Zemstvei județene cu parcul aferent                                                              | sf. sec. XIX                   | At       | N           | galerie \| Încarcă foto | Raportează eroare |
| 1000 | Orhei str. Miron Costin, 2, 4 47°22′43″N 28°49′34″E / 47.378620980501°N 28.82605749546°E        | Complexul de clădiri ale hanului urban (clădirea fostului hotel și a unei case de locuit)                                     | jum. II a sec. XIX             | At       | N           | galerie \| Încarcă foto | Raportează eroare |
| 1001 | Orhei str. Vasile Mahu,162 47°22′37″N 28°49′36″E / 47.376949752387°N 28.826637159385°E          | Complexul de clădiri ale fostului gimnaziu de fete (în perioada interbelică – liceu)                                          | anii 1830                      | At       | N           | galerie \| Încarcă foto | Raportează eroare |
| 1002 | Orhei str. Constantin Negruzzi, 85 47°23′10″N 28°49′23″E / 47.386°N 28.823°E                    | Complexul de clădiri ale spitalului raional (clădirile secțiilor: boli infecțioase, gastrologie, oftalmologie, otoringologie) | anii 1930                      | At       | L           | galerie \| Încarcă foto | Raportează eroare |
| 1003 | Orhei str. Vasile Lupu, 114, 116 47°23′09″N 28°49′33″E / 47.3858°N 28.8257657°E                 | Complexul de clădiri ale spitalului urban                                                                                     | înc. sec. XX                   | At       | L           | galerie \| Încarcă foto | Raportează eroare |
| 1004 | Orhei str. Vasile Mahu,137 47°22′35″N 28°49′31″E / 47.376273071781°N 28.82514131028°E           | Edificii cu funcții social-culturale                                                                                          | jum. II a sec. XIX             | Is At    | N           | galerie \| Încarcă foto | Raportează eroare |
| 1005 | Orhei str. Renașterii Naționale, 14 47°22′34″N 28°49′29″E / 47.376222620065°N 28.824652661209°E | Edificii cu funcții social-culturale                                                                                          | înc. sec. XX                   | Is At    | L           | galerie \| Încarcă foto | Raportează eroare |
| 1006 | Orhei bd. Mihai Eminescu, 2 47°22′42″N 28°49′30″E / 47.37826713773°N 28.824894603517°E          | Statuia „Vasile Lupu” | 1936                           | Is Ar    | N           | galerie \| Încarcă foto | Raportează eroare |
| 1007 | Orhei 47°22′52″N 28°49′31″E / 47.380999159239°N 28.825325656495°E                               | Monument la mormântul ostașilor căzuți (2) în 1944                                                                            |                                | Is       | L           | galerie \| Încarcă foto | Raportează eroare |
| 1016 | Slobozia Doamnei                                                                                | Monument la mormântul comun al ostașilor căzuți (520) în 1944                                                                 |                                | Is       | N           | Încarcă foto            | Raportează eroare |
| 1017 | Berezlogi 47°26′10″N 28°56′27″E / 47.435980539267°N 28.940833493131°E                           | Biserica „Sf. Arhangheli Mihail și Gavriil”                                                                                   | 1896                           | At       | N           | Încarcă foto            | Raportează eroare |
| 1018 | Berezlogi                                                                                       | Casa părintească a interpretei de muzică populară Tamara Ceban                                                                |                                | Is       | L           | Încarcă foto            | Raportează eroare |
| 1019 | Berezlogi                                                                                       | Monument la mormântul comun al ostașilor căzuți (30) în 1944 și în memoria consătenilor căzuți în 1941-1945                   |                                | Is       | L           | Încarcă foto            | Raportează eroare |
| 1021 | Biești 47°30′39″N 28°52′18″E / 47.510932930217°N 28.871667577181°E                              | Biserica „Sf. Nicolae” | 1845                           | At       | N           | galerie \| Încarcă foto | Raportează eroare |
| 1022 | Biești                                                                                          | Monument la mormântul comun al ostașilor căzuți (73) în 1944 și în memoria consătenilor căzuți în 1941-1945                   |                                | Is       | L           | Încarcă foto            | Raportează eroare |
| 1024 | Bolohan 47°25′55″N 28°52′26″E / 47.431905117316°N 28.873969052437°E                             | Biserica „Acoperământul Maicii Domnului”                                                                                      | sec. XIX                       | At       | N           | Încarcă foto            | Raportează eroare |
| 1025 | Bolohan 47°25′50″N 28°52′25″E / 47.430426°N 28.873542°E                                         | Monument la mormântul comun al ostașilor căzuți (286) în 1944                                                                 |                                | Is       | L           | galerie \| Încarcă foto | Raportează eroare |
| 1046 | Brănești 47°18′27″N 28°55′28″E / 47.30738590983°N 28.924490894896°E                             | Biserica „Nașterea Maicii Domnului”                                                                                           | înc. sec. XX                   | At       | N           | galerie \| Încarcă foto | Raportează eroare |
| 1047 | Brănești 47°18′21″N 28°55′29″E / 47.305858372993°N 28.92458877922°E                             | Cișmea | mijl. sec. XX                  | Ar       | N           | galerie \| Încarcă foto | Raportează eroare |
| 1048 | Brănești                                                                                        | Complex de arhitectură populară                                                                                               |                                | Ap       | N           | galerie \| Încarcă foto | Raportează eroare |
| 1052 | Brăviceni 47°26′04″N 28°39′24″E / 47.434481918434°N 28.656609033722°E                           | Biserica „Sf. Onufrie” cu poarta de la intrare                                                                                | 1859                           | At       | N           | galerie \| Încarcă foto | Raportează eroare |
| 1053 | Brăviceni                                                                                       | Monument la mormântul comun al ostașilor căzuți (35) în 1944                                                                  |                                | Is       | N           | Încarcă foto            | Raportează eroare |
| 1056 | Breanova 47°25′01″N 28°39′18″E / 47.416808256489°N 28.654919865416°E                            | Monument în memoria consătenilor căzuți în 1941-1945                                                                          |                                | Is       | L           | Încarcă foto            | Raportează eroare |
| 1057 | Breanova 47°24′57″N 28°38′42″E / 47.415815452387°N 28.6449907781°E                              | Biserica „Sf. Dumitru” | 1910                           | At       | N           | galerie \| Încarcă foto | Raportează eroare |
| 1060 | Budăi                                                                                           | Biserică |                                | At       | N           | Încarcă foto            | Raportează eroare |
| 1063 | Bulăiești 47°28′31″N 28°58′42″E / 47.475339271123°N 28.978321153109°E                           | Biserica „Sf. Gheorghe” cu troița                                                                                             | jum. II a sec. XIX             | At       | N           | Încarcă foto            | Raportează eroare |
| 1065 | Butuceni 47°18′05″N 28°58′16″E / 47.301367122226°N 28.97111380826°E                             | Biserica „Nașterea Maicii Domnului”                                                                                           | 1890                           | At       | N           | galerie \| Încarcă foto | Raportează eroare |
| 1067 | Butuceni                                                                                        | Complex de arhitectură populară                                                                                               | înc. sec. XX                   | Ap       | N           | galerie \| Încarcă foto | Raportează eroare |
| 1068 | Butuceni                                                                                        | Complex de grote cu semne runice                                                                                              | sec. VII-XII                   | Is At    | N           | Încarcă foto            | Raportează eroare |
| 1069 | Butuceni 47°18′05″N 28°58′43″E / 47.301296304248°N 28.978632123542°E                            | Mănăstirea rupestră a pârcălabului Bosie                                                                                      | 1675                           | Is At    | N           | galerie \| Încarcă foto | Raportează eroare |
| 1070 | Butuceni                                                                                        | Monument în memoria consătenilor căzuți în război (1941-1945)                                                                 |                                | Is       | L           | Încarcă foto            | Raportează eroare |
| 1071 | Butuceni                                                                                        | Monument la mormântul ostașilor căzuți în 1944                                                                                |                                | Is       | L           | Încarcă foto            | Raportează eroare |
| 1073 | Butuceni 47°18′07″N 28°58′13″E / 47.301973455242°N 28.9702168414°E                              | Schitul rupestru: peștera, clopotnița și crucea de piatră                                                                     | sec. XVIII-XIX                 | Is At Ar | N           | galerie \| Încarcă foto | Raportează eroare |
| 1074 | Butuceni 47°18′25″N 28°57′41″E / 47.306963162417°N 28.961262332969°E                            | Stelă funerară | sec. XVIII                     | Is Ar    | N           | galerie \| Încarcă foto | Raportează eroare |
| 1075 | Camencea 47°16′57″N 28°41′14″E / 47.282632650663°N 28.687199080848°E                            | Biserica „Sfântul Gheorghe”                                                                                                   | 1926-1927                      | Is At    | N           | galerie \| Încarcă foto | Raportează eroare |
| 1079 | Chiperceni 47°31′32″N 28°50′21″E / 47.52553610549°N 28.839144825683°E                           | Biserica „Sf. Arhangheli Mihail și Gavriil”                                                                                   | 1866                           | At       | N           | Încarcă foto            | Raportează eroare |
| 1080 | Chiperceni 47°31′12″N 28°50′19″E / 47.520107347313°N 28.838664286223°E                          | Biserica „Sf. Arhangheli” cu clopotniță                                                                                       | 1863                           | At       | N           | Încarcă foto            | Raportează eroare |
| 1081 | Chiperceni                                                                                      | Casă de locuit | sf. sec. XIX                   | Ap       | N           | Încarcă foto            | Raportează eroare |
| 1082 | Chiperceni                                                                                      | Monument la mormântul comun al ostașilor căzuți (60) în 1944                                                                  |                                | Is       | N           | Încarcă foto            | Raportează eroare |
| 1083 | Cihoreni 47°30′22″N 28°51′43″E / 47.506016937432°N 28.861973751973°E                            | Biserica „Sf. Arhangheli” | 1858                           | At       | N           | Încarcă foto            | Raportează eroare |
| 1085 | Ciocîlteni 47°29′33″N 28°36′25″E / 47.492465624414°N 28.606969099967°E                          | Biserica „Sf. Nicolae” | sf. sec. XIX                   | At       | N           | galerie \| Încarcă foto | Raportează eroare |
| 1086 | Ciocîlteni                                                                                      | Monument la mormântul comun al ostașilor căzuți (74) și în memoria consătenilor căzuți în 1941-1945                           |                                | Is Ar    | L           | Încarcă foto            | Raportează eroare |
| 1087 | Ciocîlteni                                                                                      | Monument la mormântul lui S. Kazîmbaev, căzut în 1944                                                                         |                                | Is       | L           | Încarcă foto            | Raportează eroare |
| 1089 | Cișmea                                                                                          | Monument în memoria ostașilor căzuți în 1941-1945                                                                             |                                | Is       | N           | Încarcă foto            | Raportează eroare |
| 1092 | Clișova 47°28′26″N 28°34′37″E / 47.473755207522°N 28.576912788683°E                             | Biserica „Acoperământul Maicii Domnului”                                                                                      | 1915                           | At       | N           | Încarcă foto            | Raportează eroare |
| 1095 | Cucuruzeni 47°29′14″N 28°43′32″E / 47.487175552553°N 28.725428776118°E                          | Biserica „Buna Vestire” | 1863                           | At       | N           | galerie \| Încarcă foto | Raportează eroare |
| 1096 | Cucuruzenii de Sus 47°32′39″N 28°41′59″E / 47.544116398147°N 28.699764818694°E                  | Clădirea fostei școli agricole                                                                                                | 1893                           | At       | N           | galerie \| Încarcă foto | Raportează eroare |
| 1097 | Cucuruzeni                                                                                      | Monument la mormântul comun al ostașilor căzuți (297) în 1941-1945                                                            |                                | Is       | L           | Încarcă foto            | Raportează eroare |
| 1099 | Curchi 47°20′02″N 28°39′14″E / 47.33388889°N 28.65388889°E                                      | Mănăstirea „Nașterea Maicii Domnului”                                                                                         | 1725 – anii 1830               | At       | N           | galerie \| Încarcă foto | Raportează eroare |
| 1100 | Dișcova 47°22′32″N 28°35′49″E / 47.375419491581°N 28.596837213847°E                             | Biserica „Sf. Arhanghel Mihail”                                                                                               | 1915                           | At       | N           | galerie \| Încarcă foto | Raportează eroare |
| 1101 | Dișcova                                                                                         | Monument comemorativ de război (1941-1945)                                                                                    |                                | Is       | N           | Încarcă foto            | Raportează eroare |
| 1104 | Donici 47°17′21″N 28°40′16″E / 47.289296531862°N 28.671232878931°E                              | Casa memorială a fabulistului Alexandru Donici                                                                                |                                | Is       | N           | galerie \| Încarcă foto | Raportează eroare |
| 1105 | Donici                                                                                          | Masa pomenirii. La cimitir |                                | Ar       | N           | Încarcă foto            | Raportează eroare |
| 1107 | Donici 47°17′22″N 28°40′11″E / 47.289582933958°N 28.669646530874°E                              | Biserica „Adormirea Maicii Domnului”                                                                                          | 1870                           | At       | N           | galerie \| Încarcă foto | Raportează eroare |
| 1115 | Furceni 47°20′15″N 28°55′37″E / 47.3375°N 28.926944444444°E                                     | Complex de arhitectură populară                                                                                               | sf. sec. XIX – înc. sec. XX    | At Ar    | N           | galerie \| Încarcă foto | Raportează eroare |
| 1116 | Furceni 47°20′18″N 28°55′28″E / 47.338343610282°N 28.9244653444°E                               | Biserica „Sf. Arhanghel Mihail”                                                                                               | 1854                           | At       | N           | galerie \| Încarcă foto | Raportează eroare |
| 1117 | Ghetlova 47°22′32″N 28°31′49″E / 47.375499700743°N 28.530245334406°E                            | Biserica „Sf. Cuvioasă Paraschiva”                                                                                            | 1908                           | At       | N           | Încarcă foto            | Raportează eroare |
| 1118 | Ghetlova                                                                                        | Monument în memoria consătenilor căzuți în 1914-1918                                                                          |                                | Is       | N           | Încarcă foto            | Raportează eroare |
| 1119 | Ghetlova 47°22′46″N 28°32′04″E / 47.37948°N 28.534324°E                                         | Monument la mormântul comun al ostașilor căzuți (33) în 1944 și în memoria consătenilor căzuți în 1941-1945                   |                                | Is       | N           | Încarcă foto            | Raportează eroare |
| 1122 | Hulboaca 47°22′45″N 28°33′12″E / 47.379059449151°N 28.553258836423°E                            | Biserica „Sf. Nicolae” | 1907                           | At       | N           | Încarcă foto            | Raportează eroare |
| 1126 | Isacova 47°22′09″N 28°43′07″E / 47.369093604946°N 28.718629446734°E                             | Biserica „Sf. Nicolae” | 1887                           | At       | N           | galerie \| Încarcă foto | Raportează eroare |
| 1128 | Isacova 47°22′10″N 28°42′51″E / 47.369507674116°N 28.714292549541°E                             | Monument la mormântul comun al ostașilor căzuți (79) în 1944 și în memoria consătenilor căzuți în 1941-1945                   |                                | Is       | L           | galerie \| Încarcă foto | Raportează eroare |
| 1138 | Ivancea 47°17′03″N 28°50′53″E / 47.284045878219°N 28.848096402031°E                             | Biserica „Sf. Treime” | 1924                           | At       | N           | galerie \| Încarcă foto | Raportează eroare |
| 1139 | Ivancea 47°17′09″N 28°51′27″E / 47.285793373373°N 28.857560547659°E                             | Conacul familiei Balioz cu parc                                                                                               | 1847 – înc. sec. XIX           | At       | N           | galerie \| Încarcă foto | Raportează eroare |
| 1140 | Ivancea                                                                                         | Monument în memoria consătenilor căzuți în 1914-1918                                                                          |                                | Is       | L           | Încarcă foto            | Raportează eroare |
| 1141 | Ivancea 47°17′15″N 28°51′26″E / 47.287460187953°N 28.857354031194°E                             | Monument în memoria consătenilor căzuți în 1944                                                                               |                                | Is       | N           | galerie \| Încarcă foto | Raportează eroare |
| 1142 | Ivancea                                                                                         | Monumente funerare. La cimitir                                                                                                |                                | Ar       | N           | Încarcă foto            | Raportează eroare |
| 1144 | Izvoare 47°32′53″N 28°57′25″E / 47.54809734213°N 28.956820518676°E                              | Biserica „Sf. Arhanghel Mihail”                                                                                               | 1824                           | At       | N           | Încarcă foto            | Raportează eroare |
| 1145 | Jeloboc 47°21′25″N 28°54′44″E / 47.356920438926°N 28.912203684816°E                             | Biserica „Sf. Nicolae” | mijl. sec. XIX                 | At       | N           | Încarcă foto            | Raportează eroare |
| 1146 | Jeloboc                                                                                         | Casă de locuit |                                | Ap       | N           | Încarcă foto            | Raportează eroare |
| 1147 | Jeloboc                                                                                         | Moara de apă | sf. sec. XX                    | At       | N           | Încarcă foto            | Raportează eroare |
| 1148 | Jeloboc                                                                                         | Sculptură populară. La cimitir                                                                                                |                                | Ar       | N           | Încarcă foto            | Raportează eroare |
| 1150 | Jora de Jos 47°28′03″N 29°06′31″E / 47.467419268535°N 29.108619014606°E                         | Biserica „Sf. Arhanghel Mihail”                                                                                               | 1912                           | At       | N           | galerie \| Încarcă foto | Raportează eroare |
| 1152 | Jora de Jos 47°27′56″N 29°06′12″E / 47.465496672011°N 29.103310696562°E                         | Monument la mormântul comun al ostașilor căzuți (81) în 1944 și în memoria consătenilor căzuți în 1941-1945                   |                                | At       | L           | Încarcă foto            | Raportează eroare |
| 1154 | Jora de Mijloc 47°28′30″N 29°06′02″E / 47.475055398858°N 29.100489201246°E                      | Biserica „Sf. Arhangheli Mihail și Gavriil”                                                                                   | 1857                           | At       | N           | Încarcă foto            | Raportează eroare |
| 1155 | Jora de Mijloc                                                                                  | Monument în memoria consătenilor căzuți în 1941-1945                                                                          |                                | Is       | N           | Încarcă foto            | Raportează eroare |
| 1157 | Piatra 47°21′30″N 28°53′55″E / 47.358244995141°N 28.8986150907°E                                | Biserica „Sf. Arhanghel Mihail” cu masa pomenirii                                                                             | 1885                           | At       | N           | Încarcă foto            | Raportează eroare |
| 1158 | Piatra 47°24′07″N 28°54′15″E / 47.401883279339°N 28.904054925882°E                              | Conacul familiei Bogdasarov. La Sabinica                                                                                      | înc. sec. XX                   | At       | N           | galerie \| Încarcă foto | Raportează eroare |
| 1159 | Piatra 47°21′38″N 28°53′45″E / 47.360653482714°N 28.895787168292°E                              | Conacul familiei Lazo | jum. II a sec. XIX             | At       | N           | galerie \| Încarcă foto | Raportează eroare |
| 1160 | Piatra                                                                                          | Monument la mormântul comun al ostașilor căzuți (77) în 1944 și în memoria consătenilor căzuți în 1941-1945                   |                                | Is       | L           | Încarcă foto            | Raportează eroare |
| 1167 | Lopatna 47°30′08″N 29°02′33″E / 47.5021780194°N 29.042486382689°E                               | Biserica „Sf. Dumitru” | sec. XIX                       | At       | N           | galerie \| Încarcă foto | Raportează eroare |
| 1173 | Lucășeuca                                                                                       | Monument în memoria consătenilor căzuți în 1941-1945                                                                          |                                | Is       | L           | Încarcă foto            | Raportează eroare |
| 1178 | Mana 47°20′32″N 28°41′23″E / 47.34216807126°N 28.689684508475°E                                 | Biserica „Înălțarea Domnului”                                                                                                 | 1845                           | At       | N           | galerie \| Încarcă foto | Raportează eroare |
| 1179 | Mălăiești 47°27′57″N 28°39′46″E / 47.465918820519°N 28.662879359893°E                           | Biserica „Sf. Ioan” | sec. XIX                       | At       | N           | galerie \| Încarcă foto | Raportează eroare |
| 1180 | Mălăiești 47°27′57″N 28°39′47″E / 47.465844307115°N 28.663026652407°E                           | Monument la mormântul comun al ostașilor căzuți (21) în 1944 și în memoria consătenilor căzuți în 1941-1945                   |                                | Is       | N           | galerie \| Încarcă foto | Raportează eroare |
| 1182 | Mitoc 47°23′12″N 28°46′55″E / 47.386627853996°N 28.781980064318°E                               | Biserica „Acoperământul Maicii Domnului”                                                                                      | 1903                           | At       | N           | galerie \| Încarcă foto | Raportează eroare |
| 1183 | Mitoc                                                                                           | Monument în memoria consătenilor căzuți în război (1941-1945)                                                                 |                                | Is       | N           | Încarcă foto            | Raportează eroare |
| 1187 | Mîrzești 47°29′54″N 28°59′55″E / 47.498216727262°N 28.99847838354°E                             | Biserica „Sf. Cuvioasă Paraschiva”                                                                                            | 1916                           | At       | N           | galerie \| Încarcă foto | Raportează eroare |
| 1189 | Mîrzești                                                                                        | Turn de intrare – clopotnița                                                                                                  | sec. XVIII – înc. sec. XIX     | At Ar    | N           | Încarcă foto            | Raportează eroare |
| 1190 | Morovaia                                                                                        | Case de locuit | înc. sec. XIX                  | Ap       | N           | Încarcă foto            | Raportează eroare |
| 1191 | Morovaia                                                                                        | Complex cu arhitectură populară                                                                                               |                                | Ap       | N           | Încarcă foto            | Raportează eroare |
| 1192 | Morovaia                                                                                        | Monument la mormântul ostașului căzut în 1944                                                                                 |                                | Is       | L           | Încarcă foto            | Raportează eroare |
| 1193 | Morozeni 47°22′40″N 28°38′10″E / 47.377800682089°N 28.636087831494°E                            | Biserica „Sf. Arhanghel Mihail”                                                                                               | 1885                           | At       | N           | galerie \| Încarcă foto | Raportează eroare |
| 1195 | Morozeni 47°22′43″N 28°38′10″E / 47.378478311028°N 28.636024927032°E                            | Monument la mormântul comun al ostașilor căzuți (100) în 1944 și în memoria consătenilor căzuți în 1941-1945                  |                                | Is       | L           | galerie \| Încarcă foto | Raportează eroare |
| 1197 | Neculăieuca 47°22′06″N 28°41′30″E / 47.368313°N 28.691602°E                                     | Complex edilitar al mănăstirii „Sf. Nicolae” (Hirova)                                                                         | sf. sec. XVIII – înc. sec. XIX | At       | N           | galerie \| Încarcă foto | Raportează eroare |
| 1199 | Pelivan                                                                                         | Monument la mormântul comun al ostașilor căzuți în 1944 și în memoria consătenilor căzuți în 1941-1945                        |                                | Is       | L           | Încarcă foto            | Raportează eroare |
| 1202 | Peresecina 47°15′04″N 28°46′32″E / 47.251186203907°N 28.775427707372°E                          | Biserica „Sf. Arhanghel Mihail”                                                                                               | 1846                           | At       | N           | galerie \| Încarcă foto | Raportează eroare |
| 1203 | Peresecina 47°15′08″N 28°46′07″E / 47.252262689055°N 28.768606089436°E                          | Biserica „Sf. Ioan Teologul”                                                                                                  | 1910                           | At       | N           | galerie \| Încarcă foto | Raportează eroare |
| 1204 | Peresecina 47°14′25″N 28°45′50″E / 47.240381952105°N 28.763996338261°E                          | Monument la mormântul comun al ostașilor căzuți (73) în 1944 și în memoria consătenilor căzuți în 1941-1945                   |                                | Is       | L           | galerie \| Încarcă foto | Raportează eroare |
| 1205 | Peresecina                                                                                      | Mormântul victimelor fascismului (1941)                                                                                       |                                | Is       | N           | Încarcă foto            | Raportează eroare |
| 1208 | Pohorniceni 47°22′22″N 28°52′29″E / 47.372897580633°N 28.874587603527°E                         | Biserica „Sf. Arhanghel Mihail”                                                                                               | 1852                           | At       | N           | galerie \| Încarcă foto | Raportează eroare |
| 1210 | Pohrebeni 47°33′17″N 28°54′03″E / 47.554715146428°N 28.90075103252°E                            | Biserica „Toți Sfinții” | 1848                           | At       | N           | galerie \| Încarcă foto | Raportează eroare |
| 1211 | Pohrebeni 47°33′22″N 28°54′00″E / 47.556017053658°N 28.89988747515°E                            | Monument la mormântul ostașilor căzuți (57) în 1944 și în memoria ostașilor căzuți în 1941-1945                               |                                | Is       | N           | Încarcă foto            | Raportează eroare |
| 1212 | Puțintei 47°22′34″N 28°34′35″E / 47.376089571134°N 28.576250186012°E                            | Biserica „Sf. Nicolae” | 1911                           | At       | N           | galerie \| Încarcă foto | Raportează eroare |
| 1213 | Puțintei                                                                                        | Monument la mormântul comun al ostașilor căzuți (77) și în memoria consătenilor căzuți în 1941-1945                           |                                | Is       | N           | Încarcă foto            | Raportează eroare |
| 1219 | Seliște 47°19′51″N 28°47′01″E / 47.330845756442°N 28.783707019595°E                             | Biserica „Sf. Arhangheli Mihail și Gavriil”                                                                                   | 1872                           | At       | N           | galerie \| Încarcă foto | Raportează eroare |
| 1220 | Seliște 47°20′30″N 28°46′40″E / 47.341754256059°N 28.777816373257°E                             | Monument la mormântul ostașilor căzuți (75) în 1944 și în memoria consătenilor căzuți în 1941-1945                            |                                | Is       | N           | galerie \| Încarcă foto | Raportează eroare |
| 1223 | Step-Soci 47°26′17″N 28°47′45″E / 47.437971407508°N 28.795765063461°E                           | Monument la mormântul comun al ostașilor căzuți (50) în 1944 și în memoria consătenilor căzuți în 1941-1945                   |                                | Is       | N           | galerie \| Încarcă foto | Raportează eroare |
| 1224 | Step-Soci                                                                                       | Mormântul poetului Tudose Roman (1887-1921)                                                                                   |                                | Is       | N           | Încarcă foto            | Raportează eroare |
| 1227 | Susleni 47°24′27″N 28°59′18″E / 47.407533035556°N 28.988195876161°E                             | Biserica „Sf. Arhangheli Mihail și Gavriil”                                                                                   | 1828                           | At       | N           | Încarcă foto            | Raportează eroare |
| 1228 | Susleni 47°24′15″N 28°59′17″E / 47.404152512838°N 28.987965168067°E                             | Biserica „Adormirea Maicii Domnului”                                                                                          | 1908                           | At       | N           | Încarcă foto            | Raportează eroare |
| 1229 | Susleni                                                                                         | Complex de arhitectură tradițională                                                                                           | sf. sec. XIX                   | Ap       | N           | Încarcă foto            | Raportează eroare |
| 1230 | Susleni                                                                                         | Monument funerar lui V. A. Mamistov. La școală                                                                                |                                | Is       | N           | Încarcă foto            | Raportează eroare |
| 1231 | Susleni 47°24′39″N 28°59′12″E / 47.410926°N 28.986699°E                                         | Monument al ostașilor căzuți (386) în 1944 și în memoria consătenilor căzuți în război (1941-1945)                            |                                | Is       | N           | Încarcă foto            | Raportează eroare |
| 1233 | Tabăra 47°19′55″N 28°33′49″E / 47.33192°N 28.563614°E                                           | Complex edilitar al Mănăstirii „Adormirea Maicii Domnului”                                                                    | 1779                           | At       | N           | galerie \| Încarcă foto | Raportează eroare |
| 1234 | Teleșeu 47°16′17″N 28°42′35″E / 47.271273997938°N 28.709823009395°E                             | Biserica „Înălțarea Domnului”                                                                                                 | 1888                           | At       | N           | galerie \| Încarcă foto | Raportează eroare |
| 1235 | Teleșeu 47°16′12″N 28°42′38″E / 47.270080861556°N 28.71062721843°E                              | Conacul familiei Cristi | anii 1830                      | At       | N           | galerie \| Încarcă foto | Raportează eroare |
| 1236 | Teleșeu 47°16′15″N 28°42′23″E / 47.27095362688°N 28.706378958001°E                              | Monument la mormântul comun al ostașilor căzuți (98) în 1944 și în memoria consătenilor căzuți în 1941-1945                   |                                | Is       | N           | galerie \| Încarcă foto | Raportează eroare |
| 1250 | Trebujeni 47°18′45″N 28°58′34″E / 47.312467945896°N 28.976213898959°E                           | Biserica „Schimbarea la Față”                                                                                                 | 1844                           | At       | N           | galerie \| Încarcă foto | Raportează eroare |
| 1255 | Trebujeni                                                                                       | Monument în memoria consătenilor căzuți în 1941-1945                                                                          |                                | Is       | N           | Încarcă foto            | Raportează eroare |
| 1256 | Trebujeni 47°18′44″N 28°58′31″E / 47.312268917721°N 28.975157225883°E                           | Monument comun al ostașilor căzuți (66) în 1944                                                                               |                                | Is       | N           | galerie \| Încarcă foto | Raportează eroare |
| 1260 | Vatici                                                                                          | Monument la mormântul comun al ostașilor căzuți (25) în 1944 și în memoria consătenilor căzuți în 1941-1945                   |                                | Is       | N           | Încarcă foto            | Raportează eroare |
| 1261 | Vîprova 47°22′41″N 28°34′12″E / 47.378021929883°N 28.570043840675°E                             | Biserica „Sf. Arhanghel Mihail”                                                                                               | 1890                           | At       | N           | Încarcă foto            | Raportează eroare |
| 1262 | Vîșcăuți 47°25′31″N 29°04′21″E / 47.425141137047°N 29.072479165878°E                            | Biserica „Sf. Arhanghel Mihail”                                                                                               | 1870                           | At       | N           | galerie \| Încarcă foto | Raportează eroare |
| 1265 | Voroteț 47°33′30″N 28°50′58″E / 47.558453089296°N 28.849472318127°E                             | Biserica „Sf. Arhanghel Mihail” cu troița                                                                                     | 1837                           | At       | N           | Încarcă foto            | Raportează eroare |
| 1267 | Zorile 47°27′30″N 28°44′25″E / 47.458366903517°N 28.740373163815°E                              | Monument la mormântul comun al ostașilor căzuți (34)                                                                          |                                | Is       | N           | galerie \| Încarcă foto | Raportează eroare |